# Principauté de Galilée
 (août 2009).
Si vous disposez d'ouvrages ou d'articles de référence ou si vous connaissez des sites web de qualité traitant du thème abordé ici, merci de compléter l'article en donnant les références utiles à sa vérifiabilité et en les liant à la section « Notes et références ».
1099–1187
Entités précédentes :
- Fatimides

Entités suivantes :
- Sultanat Ayyoubide

La principauté de Galilée, aussi appelée principauté (ou seigneurie) de Tibériade ou de Tibérias est le plus ancien fief du royaume de Jérusalem.

## Histoire
Tancrède de Hauteville fonde la principauté au lendemain de la prise de Jérusalem. Vassal du roi de Jérusalem, il abandonne ses droits sur la principauté lors de son installation à Antioche, siège d'une principauté souveraine. 
Le roi confia le fief à plusieurs seigneurs. Le fief fut conquis par Saladin après la bataille de Hattin en 1187. Elle fut momentanément rendue aux croisés de 1240 à 1247.

## Étendue géographique
La principauté s'étend largement autour du lac de Tibériade et le long de la vallée du Jourdain jusqu'à Bessan.

## Féodalité
Le Prince de Galilée se reconnaît vassal du roi de Jérusalem.
Il compte cinq vassaux, établis dans les seigneuries de Banias, de Beyrouth, d'Haïfa, de Nazareth et de Toron.

## Liste des princes
- 1099-1101 : Tancrède de Hauteville, ensuite régent d'Antioche ;
- 1101-1106 : Hugues de Fauquembergues ;
- 1106-1108 : Gervais de Bazoches ;
- 1109-1112 : Tancrède de Hauteville, de nouveau ;
- 1112-1119 : Josselin de Courtenay, devient ensuite comte d'Édesse ;
- 1120-1141 : Guillaume Ier de Bures ;
- 1142-1148 : Elinard de Bures, neveu du précédent ;
- 1148-1158 : Guillaume II de Bures, frère du précédent ;
- 1159-1171 : Gautier de Saint-Omer, premier mari d'Echive de Bures, sœur du précédent ;
- 1174-1187 : Raymond III, comte de Tripoli, second mari d'Echive de Bures ;
- 1187-1240 : sous domination musulmane ;
  - 1187-1204 : Hugues II de Saint-Omer, fils de Gautier et d'Echive de Bures ;
  - 1204-1219 : Raoul de Saint-Omer, fils de Gautier et d'Echive de Bures ;
  - 1219-1265 : Echive de Saint-Omer, fille du précédent, mariée à Eudes de Montbéliard († 1244) ;
- 1240-1247 : Echive de Saint-Omer ;

En 1244, les Mamelouks conquièrent les territoires rendus aux États latins par le Traité de Jaffa ; en 1247, la prise de la dernière forteresse de la seigneurie met un terme à la domination croisée sur la région.

## Princes titulaires
La conquête mamelouk ne remet cependant pas en cause l'existence du titre qui survit jusqu'en 1445.
- 1247-1265 : Echive de Tabarie ;
- 1265-1315 : Balian d'Ibelin, petit-fils de la précédente ;
- 1315-1319 : Jacques d'Ibelin, son fils ;
- 1365-1385 : Hugues de Lusignan, petit-fils du roi Hugues IV de Chypre ;
- 1389-1397 : Jean de Brie, noble chypriote ;
- 1413-1426 : Henri de Lusignan (en), fils du roi Jacques Ier de Chypre ;
- 1441-1445 : Jacques de Cafran, noble chypriote.